# Desperate Hours (1990)
Desperate Hours (Horas desesperadas en español) es una película de suspenso de acción y suspenso neo-noir estadounidense de 1990, y una nueva versión del drama criminal de 1955 de William Wyler del mismo título. Ambas películas están basadas en la novela de 1954 de Joseph Hayes, quien también coescribió el guion de esta película con Lawrence Konner y Mark Rosenthal. Desperate Hours está protagonizada por Mickey Rourke, Anthony Hopkins, Mimi Rogers, Kelly Lynch, Lindsay Crouse, Elias Koteas y David Morse. Está dirigida por Michael Cimino, quien previamente había trabajado con Rourke en las películas Heaven's Gate y Year of the Dragon.

## Argumento
En Utah, Nancy Breyers (Kelly Lynch) es una abogada defensora que está inexplicablemente enamorada de su cliente Michael Bosworth (Mickey Rourke), un convicto sociópata. Durante un descanso de una audiencia en la corte, Nancy le entrega un arma a Bosworth. Después de que Bosworth rompe el cuello de un guardia, Nancy y él se escabullen.
Bosworth desgarra la ropa de Nancy y la deja atrás, ella le dirá a las autoridades que Bosworth la sostuvo a punta de pistola durante su fuga. Acelera en un automóvil con su hermano Wally (Elias Koteas) y su compañero, el corpulento y tonto Albert (David Morse), luego cambia de automóvil por uno que Nancy le ha dejado en un lugar remoto.
Mientras tanto, el condecorado veterano de Vietnam, Tim Cornell (Anthony Hopkins), llega a su antigua casa con su exesposa Nora (Mimi Rogers), que tiene dos hijos: May (Shawnee Smith), de 15 años, y su hermano Zack (Danny Gerard), de 8 años. Tim y Nora se separaron debido a su infidelidad con otra mujer, y Tim aparece tratando de reconciliarse con Nora, de quien todavía está enamorado.
Necesitando un escondite hasta que Nancy pueda alcanzarlos, los hermanos Bosworth y Albert se instalan en la casa de los Cornell. De alguna manera, Bosworth capta detalles íntimos de los Cornell, y uno por uno todos se encuentran prisioneros de los hermanos Bosworth y Albert.
La actuación de Nancy no engaña a la agente del FBI Brenda Chandler (Lindsay Crouse), quien vigila cada uno de sus movimientos. Nancy finalmente llega a un acuerdo con Chandler para que reduzcan los cargos en su contra al traicionar a Bosworth.
Mientras el joven Zack intenta escapar por una ventana, el agente inmobiliario de los Cornell que visita la casa por casualidad se encuentra con él. Bosworth hace que el amigo de la familia entre a la fuerza, y mientras hablan, Bosworth le dispara, luego hace que Albert se deshaga del cuerpo mientras Albert se llena de ansiedad y decide irse solo. Cuando Albert se va cubierto de sangre, intercepta a dos universitarias, que exponen su presencia al propietario de una pequeña gasolinera. El dueño llama a las autoridades que persiguen a Albert. Albert ignora su orden de rendirse y es asesinado por la policía en la orilla de un río.
Nancy le ruega al agente Chandler que le dé un arma, pero sin que Nancy lo sepa, Chandler quita las balas. Cuando va a la casa de los Cornell, la casa es rodeada, y cuando Bosworth comienza un tiroteo, Wally es fatalmente herido en un aluvión de balas del FBI y cae encima de Nancy sorprendida. Tim le quita el arma a Wally. Bosworth apunta a Nora con un arma y está preparado para usarla si Tim interfiere. No sabe que Tim ha eliminado las balas. Tim luego arrastra al criminal afuera, donde Bosworth ignora la orden del FBI de rendirse, y recibe un disparo fatal.

## Reparto
- Mickey Rourke como Michael Bosworth
- Anthony Hopkins como Tim Cornell
- Mimi Rogers como Nora Cornell
- Kelly Lynch como Nancy Breyers
- Lindsay Crouse como Agente Chandler
- Elias Koteas como Wally Bosworth
- David Morse como Albert
- Shawnee Smith como May Cornell
- Danny Gerard como Zack Cornell
- Matt McGrath como Kyle
- Gerry Bamman como Ed Tallant
- Ellen McElduff como Bank Teller

## Producción
Partes de la película se rodaron en Salt Lake City, Echo Junction, Orem, Zion y Capitol Reef en Utah.

## Recepción
La película fue una decepción comercial y recibió críticas divididas. El crítico e historiador del cine Leonard Maltin se refirió a la película de esta manera: "Ridículo ... Sin suspenso, una partitura musical a veces risible, y Shawnee Smith como una hija/víctima que rogarás por ver con la cabeza fría".
La película tiene un 36% de calificación de "podrido" en el sitio de reseñas Rotten Tomatoes basado en 11 reseñas.
Mickey Rourke obtuvo una nominación al premio Razzie como peor actor por su actuación en la película (también por Wild Orchid), pero perdió ante Andrew Dice Clay por Las Aventuras de Ford Fairlane.
Según algunas fuentes oficiales, el corte original de Michael Cimino fue mutilado por los productores de la película, lo que resultó en una película muy mal editada llena de agujeros en la trama. La única prueba conocida de las escenas eliminadas son algunas imágenes fijas que aparentemente muestran algunas de ellas.
- Datos: Q217307